# Taguaí (kommun)
Taguaí är en kommun i Brasilien.   Den ligger i delstaten São Paulo, i den södra delen av landet, 900 km söder om huvudstaden Brasília. Antalet invånare är 10 825.
Följande samhällen finns i Taguaí:
- Taguaí

Omgivningarna runt Taguaí är huvudsakligen savann. Runt Taguaí är det glesbefolkat, med 18 invånare per kvadratkilometer.